# Yébleron
Yébleron est une commune française située dans le département de la Seine-Maritime en région Normandie.

## Géographie

### Description

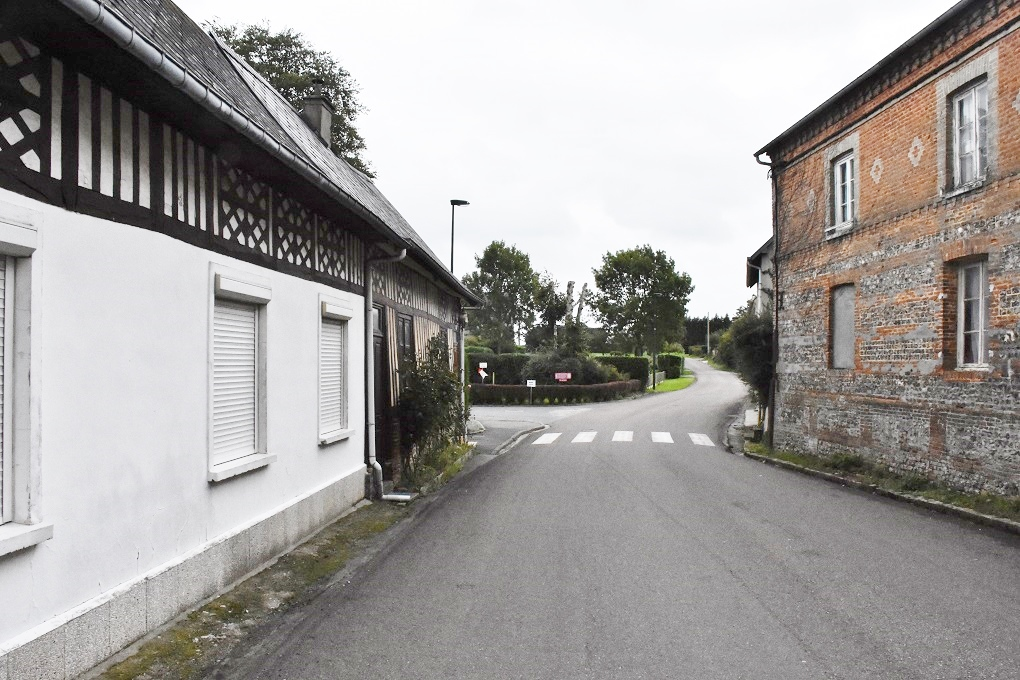
Une rue de Yébleron.

Commune du pays de Caux.

### Communes limitrophes
|          | Hattenville |                |
| Rouville | Yébleron    | Terres-de-Caux |
| Raffetot | Bolleville  |                |

### Hydrographie
La commune est située dans le bassin Seine-Normandie. Elle n'est drainée par aucun cours d'eau,. Néanmoins un plan d'eau est présent sur le territoire communal : la mare Caillot (0,18 ha),.

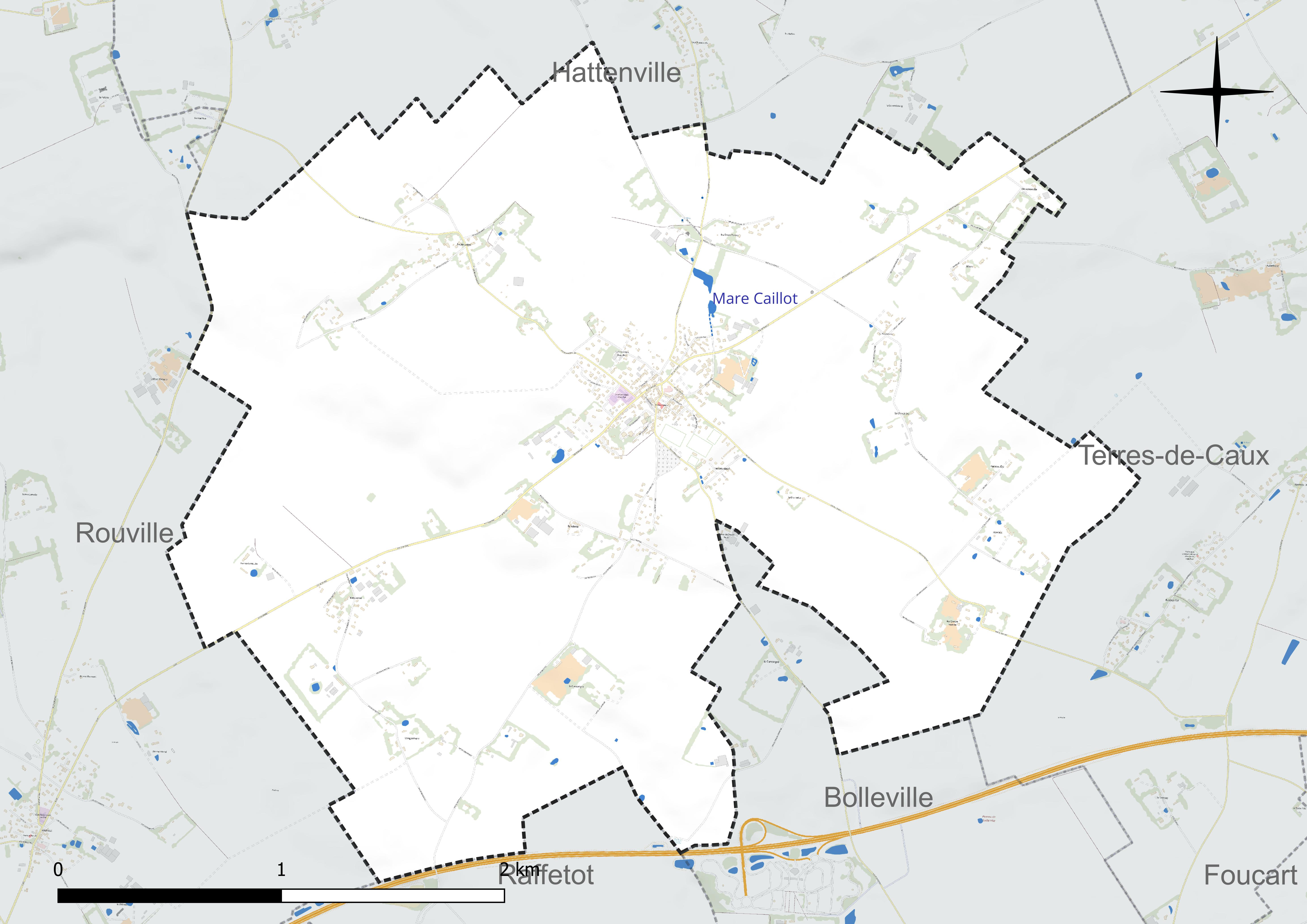
Réseau hydrographique d'Yébleron.

### Climat
Pour des articles plus généraux, voir Climat de la Normandie et Climat de la Seine-Maritime.
En 2010, le climat de la commune est de type climat océanique franc, selon une étude du CNRS s'appuyant sur une série de données couvrant la période 1971-2000. En 2020, Météo-France publie une typologie des climats de la France métropolitaine dans laquelle la commune est exposée à un climat océanique et est dans la région climatique Côtes de la Manche orientale, caractérisée par un faible ensoleillement (1 550 h/an) ; forte humidité de l’air (plus de 20 h/jour avec humidité relative > 80 % en hiver), vents forts fréquents. Parallèlement le GIEC normand, un groupe régional d’experts sur le climat, différencie quant à lui, dans une étude de 2020, trois grands types de climats pour la région Normandie, nuancés à une échelle plus fine par les facteurs géographiques locaux. La commune est, selon ce zonage, exposée à un « climat maritime », correspondant au Pays de Caux, frais, humide et pluvieux, légèrement plus frais que dans le Cotentin.
Pour la période 1971-2000, la température annuelle moyenne est de 10,2 °C, avec une amplitude thermique annuelle de 13,5 °C. Le cumul annuel moyen de précipitations est de 978 mm, avec 13,5 jours de précipitations en janvier et 8,7 jours en juillet. Pour la période 1991-2020, la température moyenne annuelle observée sur la station météorologique la plus proche, située sur la commune d'Ectot-lès-Baons à 19 km à vol d'oiseau, est de 10,8 °C et le cumul annuel moyen de précipitations est de 905,5 mm,. Pour l'avenir, les paramètres climatiques de la commune estimés pour 2050 selon différents scénarios d'émission de gaz à effet de serre sont consultables sur un site dédié publié par Météo-France en novembre 2022.

## Urbanisme

### Typologie
Au 1er janvier 2024, Yébleron est catégorisée bourg rural, selon la nouvelle grille communale de densité à sept niveaux définie par l'Insee en 2022.
Elle est située hors unité urbaine et hors attraction des villes,.

### Occupation des sols
L'occupation des sols de la commune, telle qu'elle ressort de la base de données européenne d’occupation biophysique des sols Corine Land Cover (CLC), est marquée par l'importance des territoires agricoles (95 % en 2018), une proportion sensiblement équivalente à celle de 1990 (95,3 %). La répartition détaillée en 2018 est la suivante : 
terres arables (78,9 %), prairies (16,1 %), zones urbanisées (4,9 %). L'évolution de l’occupation des sols de la commune et de ses infrastructures peut être observée sur les différentes représentations cartographiques du territoire : la carte de Cassini (XVIIIe siècle), la carte d'état-major (1820-1866) et les cartes ou photos aériennes de l'IGN pour la période actuelle (1950 à aujourd'hui).

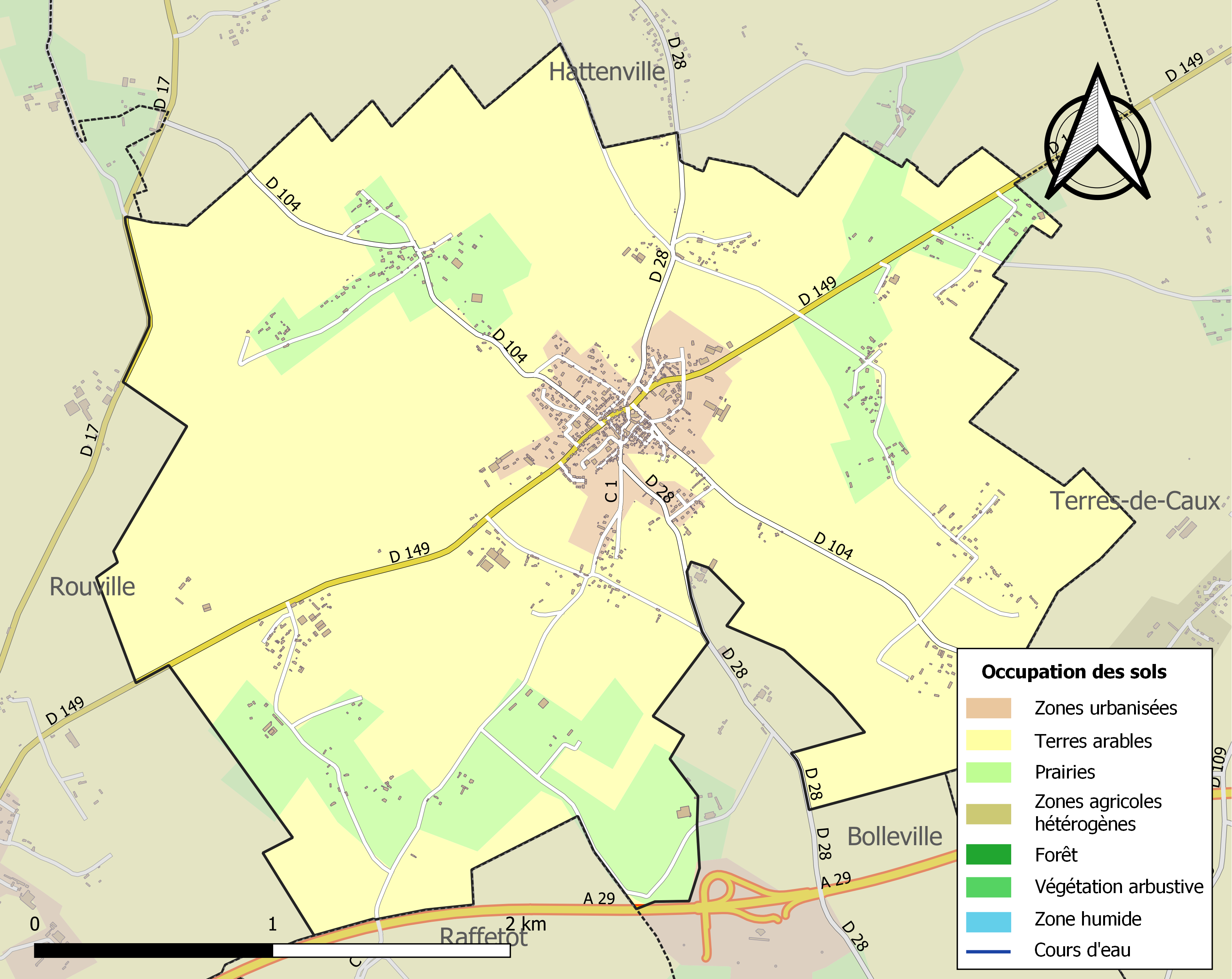
Carte des infrastructures et de l'occupation des sols de la commune en 2018 (CLC).

## Toponymie
Le nom de la localité est attesté sous les formes Eblelont vers 1210, Ibelont en 1226, Hybelunt vers 1240.
Le premier élément Yèble- représente le vieux norrois epli « pomme(s), pommier(s) » cf. islandais epli « pomme(s) », norvégien eple, danois æble. Le second -lon est écrit -lont ou -lunt dans les formes les plus anciennes (le t final était encore articulé en langue d'oïl au début du XIIe siècle). -lunt remonte à l'ancien norrois lundr « verger, bois, bosquet » (continué par le danois, norvégien et le suédois lund « bois »). Le norvégien eplelund signifie « verger de pommier, plantation de pommier ». Il a parfois évolué en -ron, [l] et [r] étant des articulations proches, comme en témoigne également Varengron (Manche, Warengelon en 1274).
Le sens global serait donc « verger de pommiers, pommeraie », ce qui indique l'ancienneté de la culture de la pomme en Normandie.
Le mot yèble ou hièble désigne en français le sambucus ebulus « genre de petit sureau à baies noires », dont ebulus a régulièrement abouti à yèble, (h)ièble. Il est possible que ce mot ait influencé phonétiquement l'évolution de ce toponyme.
Homonymie possible avec Ablon (Calvados) désignée Eblelont (sans date).
Voir également la Londe et les communes d'Épégard (Eure) et Auppegard (Seine-Maritime) qui contiennent le vieil anglais æppel (pomme) et scandinave garðr (jardin).

## Politique et administration

### Rattachements administratifs et électoraux
Rattachements administratifs
La commune se trouve depuis 1926 dans l'arrondissement du Havre du département de la Seine-Maritime.
Elle faisait partie depuis 1793 du canton de Fauville-en-Caux. Dans le cadre du redécoupage cantonal de 2014 en France, cette circonscription administrative territoriale a disparu, et le canton n'est plus qu'une circonscription électorale.
Rattachements électoraux
Pour les élections départementales, la commune fait partie depuis 2014 du canton de Saint-Valery-en-Caux
Pour l'élection des députés, elle fait partie de la neuvième circonscription de la Seine-Maritime.

### Intercommunalité
Yébleron était membre de la petite Communauté de communes Cœur de Caux, un établissement public de coopération intercommunale (EPCI) à fiscalité propre créé fin 1999, et qui succédait au Syndicat Intercommunal de Ramassage Scolaire de la région de Fauville-en-Caux (SIRS) auquel la commune avait adhéré en 1965.
Dans le cadre des prescriptions de la Loi portant nouvelle organisation territoriale de la République (Loi NOTRe) du 7 août 2015 qui prévoit que les intercommunalités devront, sauf exception, regrouper au moins 15 000 habitants, Cœur de Caux a été supprimée et ses communes réparties entre trois autres intercommunalités.
C'est ainsi que Yébleron est membre, depuis le 1er janvier 2017, de la communauté d'agglomération dénommée Caux Seine Agglo.

### Liste des maires
| Période                                  | Période                    | Identité             | Étiquette | Qualité                                                                                         |
| ---------------------------------------- | -------------------------- | -------------------- | --------- | ----------------------------------------------------------------------------------------------- |
| Les données manquantes sont à compléter. |                            |                      |           |                                                                                                 |
| 1811                                     |                            | Charles Langlois     |           |                                                                                                 |
| 1844                                     |                            | M. Leclerc           |           |                                                                                                 |
| 1852                                     | 1860                       | François Bourguignon |           |                                                                                                 |
|                                          | 1906                       | Louis Déporte        |           |                                                                                                 |
| 22 avril 1906                            | 1914                       | Victor Auger         |           |                                                                                                 |
| 1937                                     |                            | Paul Fenestre        |           | Agriculteur éleveur                                                                             |
| Les données manquantes sont à compléter. |                            |                      |           |                                                                                                 |
| 1945                                     | 1971                       | Fernand Auger        |           |                                                                                                 |
| 1971                                     | 1977                       | Léon Legentil        |           |                                                                                                 |
| 1977                                     | mars 1995                  | Gérard Grieu         |           | Agriculteur                                                                                     |
| Les données manquantes sont à compléter. |                            |                      |           |                                                                                                 |
| mars 2001                                | mai 2020                   | Georges Courraëy     |           | Technicien retraité en gestion de production Vice-président de la CC Cœur de Caux (2008 → 2016) |
| mai 2020,                                | En cours (au 10 août 2020) | Nathalie Lemesle     |           |                                                                                                 |

### Jumelages
Yébleron est jumelée à une commune des Vosges : Bellefontaine.

## Population et société

### Démographie

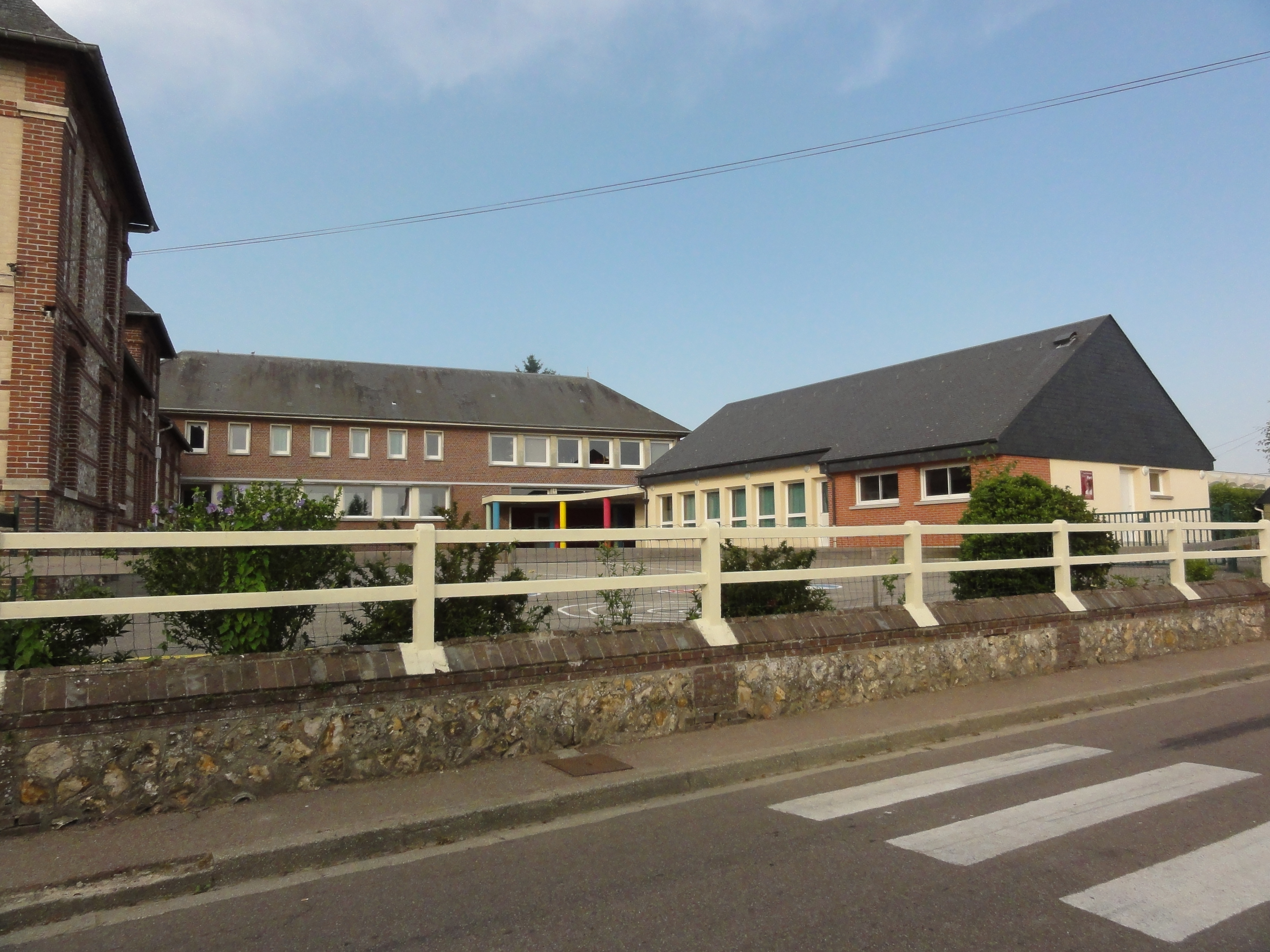
L'école élémentaire.

L'évolution du nombre d'habitants est connue à travers les recensements de la population effectués dans la commune depuis 1793. Pour les communes de moins de 10 000 habitants, une enquête de recensement portant sur toute la population est réalisée tous les cinq ans, les populations de référence des années intermédiaires étant quant à elles estimées par interpolation ou extrapolation. Pour la commune, le premier recensement exhaustif entrant dans le cadre du nouveau dispositif a été réalisé en 2006.

En 2022, la commune comptait 1 283 habitants, en évolution de −1,38 % par rapport à 2016 (Seine-Maritime : +0,35 %, France hors Mayotte : +2,11 %).
| 1793  | 1800  | 1806  | 1831  | 1836  | 1841  | 1846  | 1851  | 1856  |
| ----- | ----- | ----- | ----- | ----- | ----- | ----- | ----- | ----- |
| 1 271 | 1 350 | 1 308 | 1 817 | 1 803 | 1 818 | 1 663 | 1 665 | 1 620 |

| 1861  | 1866  | 1872  | 1876  | 1881  | 1886  | 1891  | 1896  | 1901  |
| ----- | ----- | ----- | ----- | ----- | ----- | ----- | ----- | ----- |
| 1 725 | 1 791 | 1 760 | 1 767 | 1 607 | 1 448 | 1 557 | 1 560 | 1 415 |

| 1906  | 1911  | 1921  | 1926  | 1931  | 1936  | 1946  | 1954  | 1962  |
| ----- | ----- | ----- | ----- | ----- | ----- | ----- | ----- | ----- |
| 1 526 | 1 456 | 1 132 | 1 119 | 1 086 | 1 033 | 1 028 | 1 017 | 1 047 |

| 1968  | 1975 | 1982  | 1990  | 1999  | 2006  | 2011  | 2016  | 2021  |
| ----- | ---- | ----- | ----- | ----- | ----- | ----- | ----- | ----- |
| 1 002 | 980  | 1 148 | 1 268 | 1 343 | 1 364 | 1 375 | 1 301 | 1 278 |

| 2022  | - | - | - | - | - | - | - | - |
| ----- | - | - | - | - | - | - | - | - |
| 1 283 | - | - | - | - | - | - | - | - |

### Autres équipements
Yébleron dispose d'une bibliothèque municipale comprenant ainsi un espace réservé à l’informatique et gérée par des bénévoles. L'équipe bénéficie du soutien de la centrale départementale de prêt et est implanté, depuis 2019, dans de nouveaux locaux au sein de la mairie.

## Culture locale et patrimoine

### Lieux et monuments
- Église Saint-Léger de Yébleron.  De la construction primitive du XIIe siècle, il ne reste que la tour-clocher romane, remaniée et la chapelle du XVIe siècle. En 1878, la foudre endommage gravement l'église. La nef est entièrement rebâtie en 1889 (architecte : E. Barthélémy). La tour et la chapelle sont restaurées en 1892. La foudre frappe à nouveau l'église en 1912. Statue de saint Marcouf qui était objet d'un pèlerinage dont le souvenir se perpétue dans la foire de la Saint-Marcou, chaque année.
- Monument aux morts.

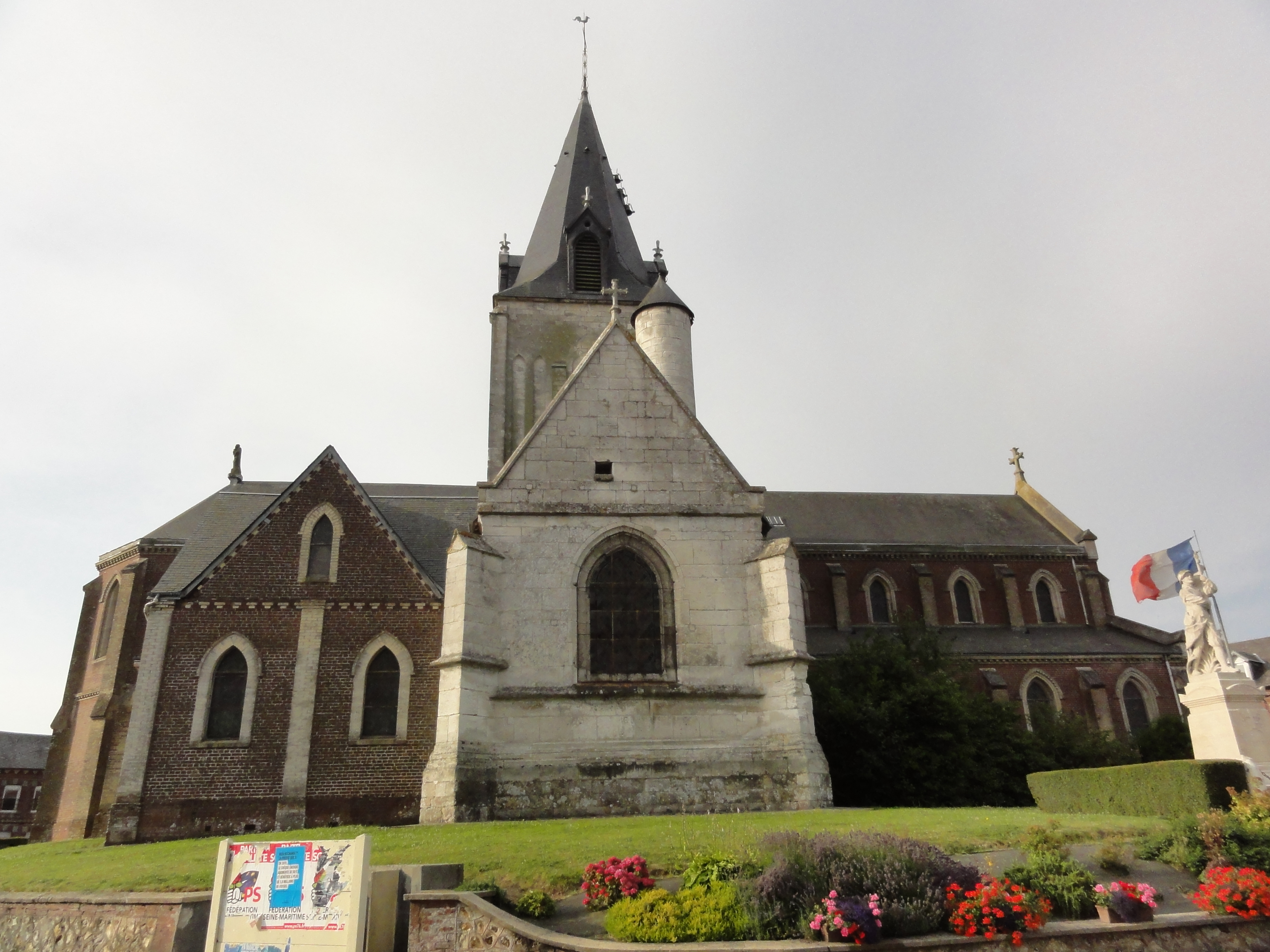
Église Saint-Léger.
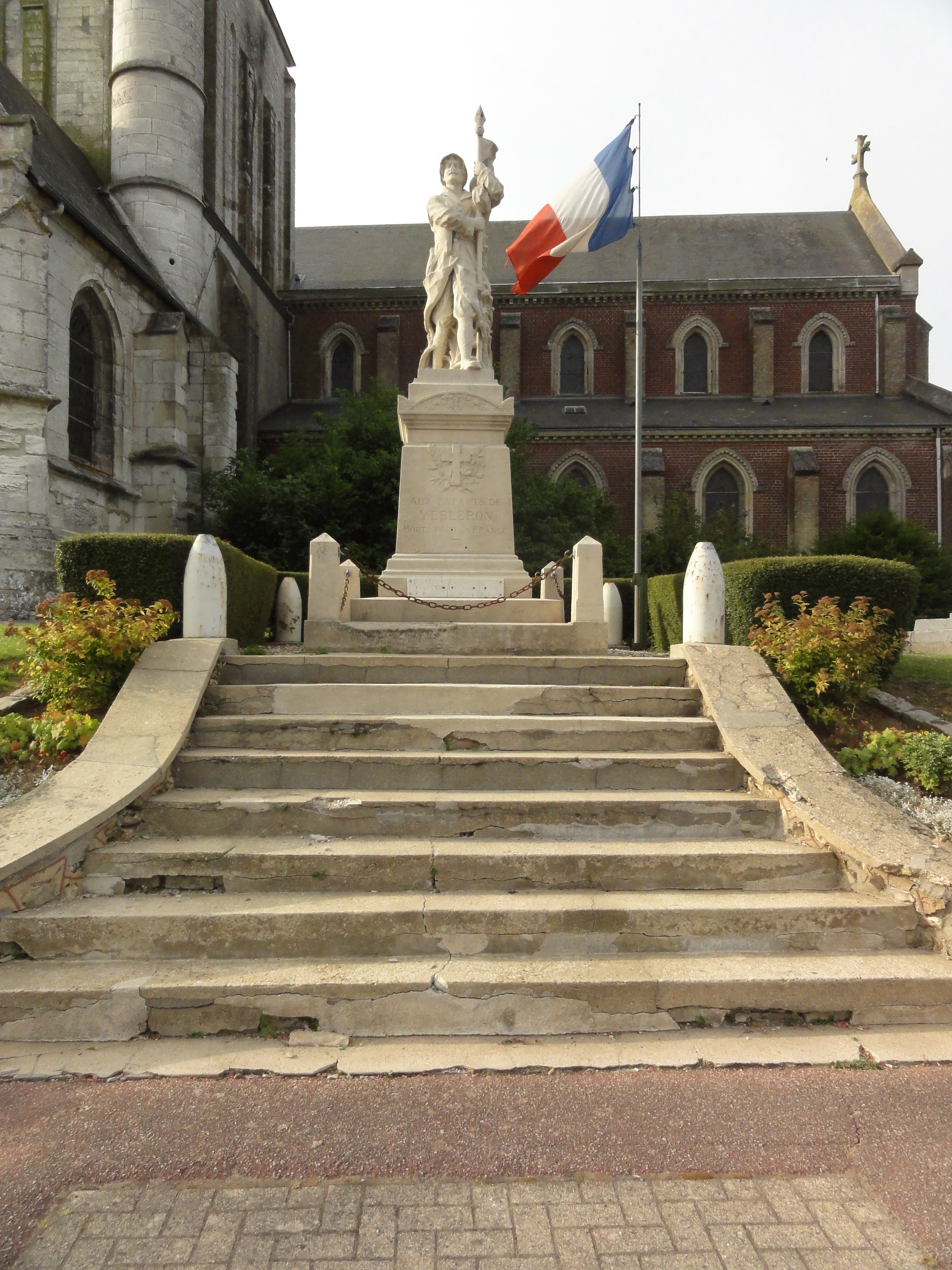
Monument aux morts.

### Personnalités liées à la commune
- Félix Aroux (1802-1875) est né à Yébleron. Il fut industriel, fabricant innovateur de drap à Elbeuf avant de devenir horticulteur et journaliste positiviste français.
- Eugène Richard (1867-1935), professeur à l'école de médecine et de pharmacie de Rouen, fugacement maire de Rouen en 1935, est né à Yébleron.

## Pour approfondir